# 朝陽寺摩崖造像
朝陽寺摩崖造像位於四川省成都市簡陽市董家埂鄉深洞村。造像開鑿在距地面高1至3米，長35米，寬8米的紅砂石崖壁上，共19龕375尊。坐東向西。均為敞口平頂龕。造像內容有釋迦說法、石刻佛經、地藏、彌勒佛、三世佛、華嚴三聖、千手觀音等。第3號龕為石刻佛經，金高1.6米、寬4米，字徑0.2米，為楷書。第12號：彌勒龕，寬2.6米，高4.67米，深2.18米，主像通高4.25米，像高3.2米，肩寬1.3米，主像左右各刻七佛、二飛天。朝陽寺摩崖造像是川中典型的唐宋摩崖石刻作品，雕刻手法細膩，造像內容豐富，雕刻藝術精湛，石刻佛經珍貴對於研究唐宋時期的政治、經濟、文化、石刻藝術和宗教信仰都具有較高的價值。1989年，朝陽寺摩崖造像被簡陽縣人民政府公佈為縣級文物保護單位。2012年7月16日公佈為第八批四川省文物保護單位。